# Prescription extinctive
La prescription extinctive (ou libératoire) est le fait, pour le titulaire d'un droit, de le perdre du fait de son inaction prolongée.

## Droit par État

### Droit français
La prescription est le fait pour un créancier de se voir retirer son droit de créance sur le débiteur au bout d'un certain délai fixé par la loi. En vertu de la théorie des droits acquis, la durée de la prescription ne peut que diminuer. Il est nécessaire de faire attention à la durée car la nouvelle prescription commence à partir de l'entrée en vigueur de la nouvelle loi. Ainsi un débiteur dont la prescription initiale était de dix ans se la voit annuler et remise à zéro en fonction de la nouvelle loi. Ce nouveau délai ne peut dépasser l'ancienne prescription, sous peine de se voir reprocher de toucher à la théorie des droits acquis.

#### Délai de prescription
Le délai de prescription de droit commun est de cinq ans, mais il existe une multitude de délais spéciaux.
En droit des contrats, depuis la loi du 17 juillet 2008, le délai de prescription d'une action en annulation est de 5 ans.
En droit des assurances, le délai de prescription est de deux ans.
Le délai de prescription pour faire exécuter un jugement est de dix ans.
En droit de la consommation, le délai de prescription pour que le professionnel agisse contre le consommateur est de deux ans. En sens inverse, le délai de prescription pour que le consommateur agisse contre le professionnel est de trois ans.
En droit du travail, le délai de prescription pour contester un licenciement est d'un an.

### Droit québécois
En droit québécois, la prescription extinctive est décrite aux articles 2921 à 2933 du Code civil du Québec. L'article 2921 dispose que « La prescription extinctive est un moyen d’éteindre un droit par non-usage ou d’opposer une fin de non-recevoir à une action ». L'article 2922 énonce que « Le délai de la prescription extinctive est de 10 ans, s’il n’est autrement fixé par la loi ». L'article 2925 édicte que « L’action qui tend à faire valoir un droit personnel ou un droit réel mobilier et dont le délai de prescription n’est pas autrement fixé se prescrit par trois ans ».